# باكستانيون
الباكستانيون (بالأردية: پاكِستانى قوم) وهم مواطنو جمهورية باكستان الإسلامية وبلغ عدد سكان باكستان 241.5 مليون نسمة، وتعتبر سادس أكبر دولة في العالم من حيث عدد السكان، ولديها ثاني أكبر عدد من السكان المسلمين اعتبارًا من عام 2023. والباكستانيون هم من أصول مختلفة ويتكلمون لغات مختلفة أبرزها اللغة الأردية ولغة بنجابية، ويعتنق أغلبهم إسلام أهل السنة والجماعة مع وجود أقليات شيعية.

## الشتات

توزع الجالية الباكستانية
Pakistan
+ 1,000,000
+ 100,000
+ 10,000
+ 1,000

تحتفظ الجالية الباكستانية في الخارج بحضور كبير في الشرق الأوسط وأوروبا وأمريكا الشمالية وأستراليا. ووفقًا لإدارة الشؤون الاقتصادية والاجتماعية التابعة للأمم المتحدة، فإن باكستان لديها سابع أكبر جالية في العالم. ووفقًا لوزارة الباكستانيين في الخارج وتنمية الموارد البشرية التابعة لحكومة باكستان، يعيش ما يقرب من 10 ملايين باكستاني في الخارج، حيث تقيم الغالبية العظمى (أكثر من 4.7 مليون) في الدول العربية في الخليج العربي.